# 谢琨墓
谢琨墓，位于中国广东省湛江市湛江太平镇造甲仔村，为湛江市的一个市、县级文物保护单位，类型为古墓葬，公布时间为1995年10月15日。
谢琨墓的历史年代为南朝、宋。